# Virginia Grey

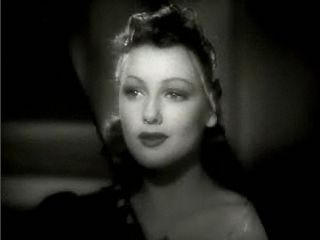
Virginia Grey.

Virginia Grey, född 22 mars 1917 i Los Angeles, Kalifornien, död 31 juli 2004 i Woodland Hills, Los Angeles, Kalifornien, var en amerikansk skådespelare. Hon filmdebuterade som tioåring i 1927 års filmversion av Onkel Toms stuga. Hon medverkade sedan i flera filmer på 1930-talet och 1940-talet, och på 1950-talet mest i TV-produktioner.

## Filmografi
- 1938 – Hjältar av idag
- 1939 – Gäckande skuggan kommer tillbaka
- 1939 – Kvinnorna
- 1939 – Dårskapens marknad
- 1939 – Andy Hardy lever högt
- 1941 – En dag på varuhuset
- 1941 – Visslingen i mörkret
- 1944 – Strangers in the Night
- 1945 – Blonde Ransom
- 1947 – De obesegrade
- 1955 – Morgondagen är vår